# Тонка людина (фільм, 2018)
«Слендермен» (англ. Slender Man) — американський фільм жахів режисера Сільвена Вайта. Прем'єра фільму відбулася 10 серпня 2018 року.
Фільм заснований на легенді про Тонку людину або ж Слендермена, що з незрозумілими намірами переслідує дітей і підлітків. Істота приходить до тих, хто побачили прокляте відео, і потім заманює їх у ліс, звідки жертви більше не повертаються. Коли четверо подруг поглянули відео, вони розуміють, що стануть наступними жертвами Слендермена, та намагаються уникнути лихої долі.

## Сюжет
У вигаданому містечку Вінсфорд, штат Массачусетс, старшокласниці Голлі Кнудсен, Кеті Дженсен та їхні друзі Хлоя та Врен планують погуляти ввечері з хлопцями. Але ті кажуть, що мають таємну справу. Дівчата проводять час вдома у Кеті та обговорюють наміри хлопців викликати Слендермена — високу, струнку, жахливу надприродну істоту з безвиразним обличчям, яка приходить до тих, хто побачили особливе відео в інтернеті. Школярки дивляться це відео, що складається з незрозумілих символів. Хлопці потім кажуть, що побоялися викликати істоту.
Наступного тижня під час екскурсії на історичне кладовище Кліфтон Кеті запитує чи снилися її подругам жахіття. Вона помічає щось між деревами, після чого безслідно зникає. Школярі марно розшукують її, потім за справу береться поліція. Інші троє подруг оглядають житло Кеті та виявляють, що вона жила зі своїм батьком-алкоголіком, захоплювалася окультизмом і особливо історіями про Слендермана. Батько Кейті звинувачує дівчат, що це вони погано вплинули на його дочку.
Подруги знаходять на ноутбуці Кеті відео, що доводять реальність Слендермена, та переписку з Еллісон Райлі, підписану «AlleyKat93». Еллісон повідомляє через приватне повідомлення, що Кеті можна повернути, якщо віддати щось цінне. Врен приносить кераміку ручної роботи, яку вона створила, коли їй було п'ять років, Хлоя пропонує фотографію, на якій зображені вона та її померлий батько, а Голлі віддає ковдру своєї молодшої сестри Ліззі, виткану їхньою бабусею. Дослідивши легенди про Слендермена, Врен наказує Голлі та Хлої виконати в лісі ритуал для прикликання Слендермена з умовою, що на нього не можна дивитися, що б не сталося. Однак Хлоя панікує і тікає. Потім удома її ввижається Слендермен і вона зникає.
Врен починає бачити здаля Слендермена. Вона продовжує досліджувати чутки про цю істоту, та не знаходить в інтернеті переконливих даних і йде до бібліотеки, де Слендермен нападає на неї. Голлі безуспішно намагається відволіктися, проводячи ніч зі своїм хлопцем Томом. Врен дорікає їй, що Голлі безвідповідальна. Тим часом у Ліззі після серії жахливих снів стався сильний напад паніки, її госпіталізували. Голлі дізнається, що Врен за допомогою Ліззі намагалася зв'язатися зі Слендерменом.
Тоді Голлі йде до Врен і знаходить у її будинку записи щодо Слендермена та його жертв, однією з яких була Еллісон Райлі, що безслідно зникла з психлікарні. Врен намагається викинутися з вікна, Голлі рятує її. Врен зізнається, що Ліззі попросила супроводжувати її до лісу, де вона запропонувала свого плюшевого ведмедика Слендермену. Потім вона визнає, що Слендермену потрібні не речі, а самі люди. Раптом Слендермен розбиває вікно та витягує Врен назовні щупальцями у формі гілок. Голлі, яка тепер усвідомлює, що її єдиний спосіб врятувати Ліззі — це віддати взамін себе, вирушає в ліс.
Зустрівши чудовисько, вона благає його взяти її замість Ліззі. Слендермен приймає прохання і забирає Голлі, а Ліззі отямлюється в лікарні. Зрештою Ліззі видужує та міркує про те, що Слендермен був би безсилий, якби самі люди не поширювали легенди про нього.

## У ролях
- Джої Кінг — Врен
- Джулія Голдані Теллес — Голлі
- Джаз Сінклер — Хлоя
- Анналіза Бассо — Пайпер
- Таліта Бейтман — Зої
- Алекс Фітзалан — Том
- Кевін Чепмен — містер Єнсен
- Хав'єр Ботет — Тонка людина

## Створення
У травні 2016 року відбувся анонс фільму «Слендермен» від Sony Pictures, заснованого на персонажі, придуманому Еріком Кнудсеном, за сценарієм Девіда Бірке. Sony Screen Gems вела переговори з Mythology Entertainment, Madhouse Entertainment і It Is No Dream Entertainment щодо виробництва та поширення проєкту.
Сільвена Вайта у січні 2017 року анонсували режисером фільму, а продюсерами стали Джеймс Вандербільт з Mythology, Вільям Шерак, Робін Мейзінгер з Madhouse та Сара Сноу з It Is No Dream. Музику до фільму написали Рамін Джаваді та Брендон Кемпбелл. Основні зйомки фільму розпочалися 19 червня 2017 року в Бостоні й завершилися 28 липня 2017 року.
Перед релізом продюсери продали фільм іншим дистриб'юторам через розбіжності зі студією щодо випуску та маркетингової стратегії. Після виходу фільму подкаст Bloody Disgusting повідомив, що Screen Gems вимагали від продюсерів відповідати рейтингу PG-13 MPAA і декілька сцен вирізали через побоювання негативної громадської реакції (включаючи кілька сцен, показаних у трейлерах), що призвело до порушення цілісності оповіді. А саме перший трейлер включав дві сцени каліцтва — школярка виколює собі очі та дівчина, спотикаючись, вибігає з лісу, а з її рота тече кров. Вони відсутні в фінальній версії.

## Маркетинг
2 січня 2018 року вийшов перший тизерний постер, а наступного дня — тизер-трейлер. Реакція була неоднозначною, деякі онлайн-видання описували трейлер як традиційний для малобюджетних жахів. Інші публікації зауважили, що фільм вийшов через 4 роки після випадку в окрузі Вокеша, штат Вісконсин у 2014 році. Тоді дві 12-річні дівчинки, Анісса Вейєр і Морган Гейзер, заманили свою подругу Пейтон Лойтнер у ліс і завдали їй 19 ударів ножем, щоб задобрити вигаданого Слендермена. Пейтон вижила, нападниці були засуджені до ув'язнення.
Після онлайн-дебюту трейлера Білл Вейєр, батько однієї з дівчат-нападниць, висловив протест проти виробництва та випуску фільму як «надзвичайно неприємного» та закликав місцеві кінотеатри не показувати фільм аби не популяризувати реальну трагедію.

## Сприйняття

### Критика
На Rotten Tomatoes «Слендермен» отримав лише 8 % схвальних рецензій критиків і середню оцінку 3,2/10. На Metacritic фільм отримав середньозважену оцінку 30 зі 100, що відповідає «загалом несхвальним» відгукам. Авдиторія, опитана CinemaScore, поставила фільму середню оцінку «D−» за шкалою від A+ до F, тоді як PostTrak повідомив, що кіноглядачі дали йому оцінку в 38 % «жахливо». Монітор соціальних медіа RelishMix зазначив, що «враження більшості [від фільму] було негативним».
Майк Маккагілл в газеті «The Guardian» описав фільм як нудний, а його головних персонажів як взаємозамінних. Все, що відбувається навколо Слендермена, за словами критика, розвивається за невизначеною внутрішньою логікою: нудною, плоскою та неоригінальною.
Оуен Глейберман на «Variety» похвалив, що «Слендермен» бере початок від інтернет-мему «крипі-паста», який виник у 2009 році, і саме абстрактність персонажа призводить до кількох тривожних моментів, особливо коли чотири старшокласниці переглядають відеофайли. Проте, окрім подекуди моторошних образів, «Слендермен» є принципово похідним і порожнім фільмом жахів. Персонажі цілком одноразові, й коли вони зникають, це майже нічого не змінює, бо вони ніколи не були нічим іншим, крім суми своїх страхів.
За роль у цьому фільмі Джаз Сінклер номінувалася на премію «Золота малина» 2019 як найгірша актриса другого плану.

### Касові збори
«Слендермен» зібрав 30,6 млн доларів у США та Канаді та 21,2 млн доларів на інших територіях, а загальний світовий прокат склав 51,7 млн доларів.